# Ihsan Nuri
Ihsan Nuri (en kurdo Îhsan Nûrî Paşa. nació en 1892 en el Imperio Otomano y falleció en Teherán, el 25 de marzo de 1976) fue un soldado y político kurdo. Antiguo oficial de los ejércitos otomano y turco, fue uno de los líderes de la Rebelión del Ararat como generalísimo de las Fuerzas Nacionales Kurdas.

## Biografía

### Juventud
Ihsan Nuri nació en Bitlis, en la casa de su padre, Elî Qulî, miembro de la tribu de los jalalíes. Tras finalizar su educación primaria en la mezquita de Gök Meydan de Bitlis, ingresó en la Escuela Militar de Erzican (Erzincan Askerî Rüştiyesi). Habiendo completado la educación secundaria se matriculó en la Academia Militar Otomana y se graduó en 1910 con el rango de teniente del ejército otomano. Participó en operaciones de contrainsurgencia en Albania antes de ser enviado a Yemen durante 33 meses. Cuando regresó fue nombrado ayudante de campo del 93 Regimiento de Infantería. Al poco tiempo de comenzar la Primera Guerra Mundial fue herido cerca de Nerman y enviado a la retaguardia para recibir tratamiento. Este desplazamiento debió de ser muy duro, pues enfermó también de hipotermia. Tras recuperarse en Erzican fue asignado al Noveno Ejército Otomano, y poco después fue designado miembro del comité administrativo de Ozurgeti, Georgia, ocupada durante la campaña de 1918. Allí ejerció como Comandante de la Gendarmería Móvil de la Ciudad. Al concluir la Gran Guerra entró en contacto con la Sociedad por el Levantamiento del Kurdistán (Cemiyeta Tealiya Kurd), y escribió un artículo sobre los Catorce Puntos de Woodrow Wilson, publicado el 30 de marzo de 1919 en la revista Jîn. Desde Trebisonda, donde estaba destinado, formó parte de una delegación enviada por Rushdi Bey, entonces comandante de la Novena División del Cáucaso, para reunirse con las autoridades del Ejército Rojo en Bakú.

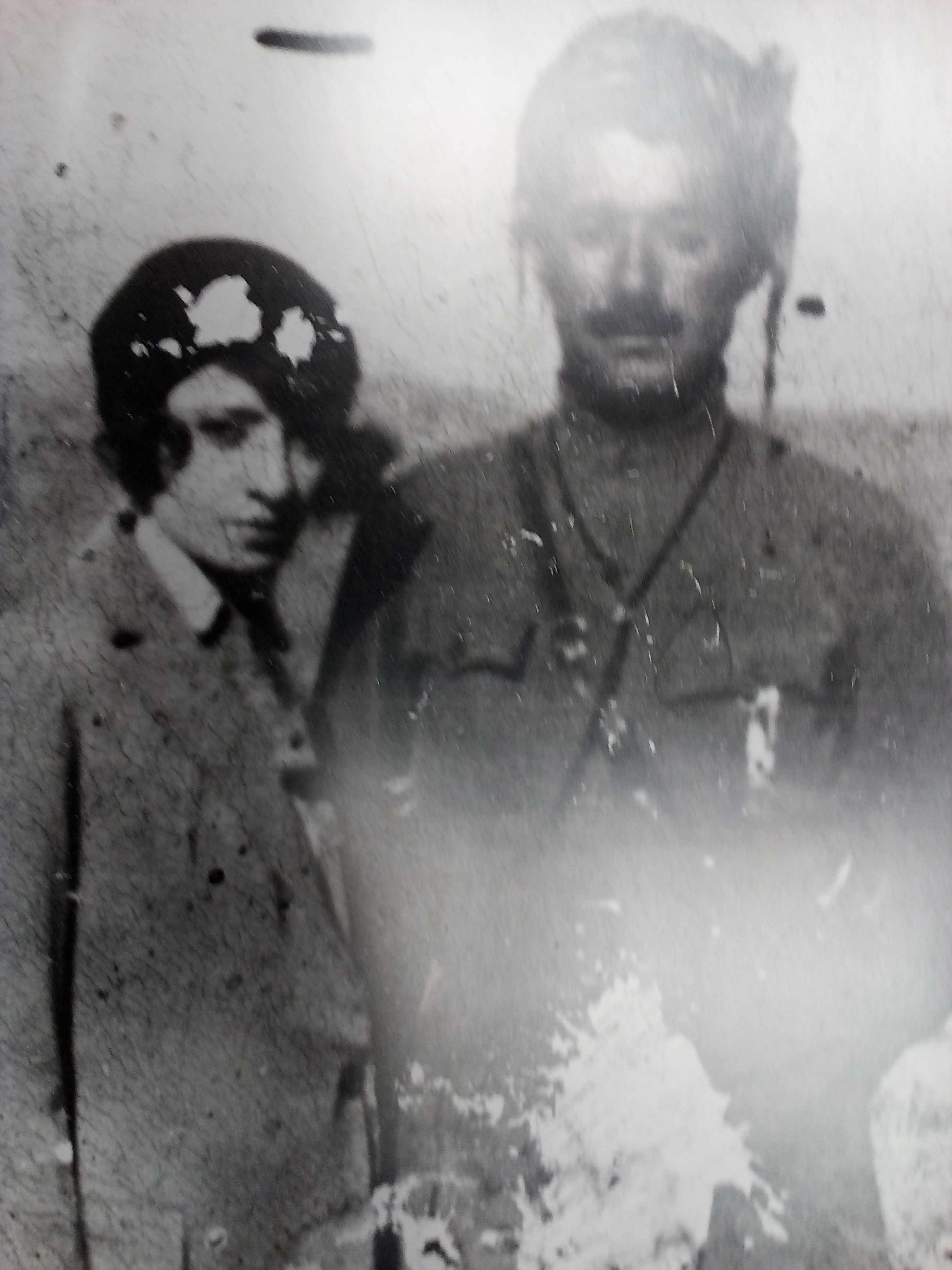
Ihsan Nuri junto a su mujer, Yashar Khanum. Fuente: Susan Meiselas, Kurdistán, In the Shadow of History. The University of Chicago Press. Impreso en España. Pg. 142-144.

### Primeras acciones de la mano del nacionalismo kurdo
En octubre de 1927 un grupo de intelectuales y de representantes de organizaciones nacionalistas kurdas proclamó la independencia del Kurdistán y fundó el Xoybûn (ser uno mismo, independencia), el primer partido político kurdo. La organización firmó un tratado de cooperación con la Federación Revolucionaria Armenia, Tachnaksutyun. Consciente de que precisaba de una estructura militar, el Xoybûn promovió a Ihsan Nuri a general (bajá), y le nombró comandante en jefe del Ejército Kurdo. Por su parte, el componente político del partido se estableció en Damasco y estuvo controlado principalmente por los hermanos Bedirkhan. Nuri, antiguo miembro de Los Jóvenes Turcos, había acercado posiciones con el nacionalismo kurdo cuando lideró un motín en el seno de las fuerzas armadas turcas poco antes de la rebelión del Jeque Said, que él también apoyó en el apartado logístico. El oficial levantó, en 1924, a dos batallones en Beit al-Sha´ab. El motín fue reprimido con dureza, e Ihsan Nuri huyó a Bagdad, desde donde publicó un artículo en el que defendía la independencia del Kurdistán.

### La Rebelión del Ararat
Para 1928 Ihsan Nuri contaba con un pequeño grupo de soldados entrenados en tácticas de infantería y armados con armas modernas. Con esta fuerza inició la Rebelión del Xoybûn, o la Rebelión del Ararat. Nuri marchó con su ejército hasta el monte Ararat y tomó los alrededores del Lago Van, la ciudad homónima, Bitlis y otras poblaciones cercanas, estableciendo una amplia área de resistencia. Así, con la rebelión previamente extendida a Diyarbakir, Moush, Khinis y otras localidades kurdas, Nuri recibirá también hombres y armamento de los kurdos iraníes, ayuda que acabará ahogándose cuando el gobierno de Teherán cierre la frontera por exigencia de Ankara. La república Kurda del Ararat fue declarada en Haski Telo, cerca del mencionado monte, y el gobierno decidió avenirse a negociar con los rebeldes tras observar su alto grado de organización. Nuri, desconfiado, y al ver que Turquía seguía impidiendo el regreso de mujeres y niños kurdos refugiados -cuestión que constituía uno de sus mínimos para negociar- decide romper un diálogo en el que las concesiones del gobierno turco, si bien mínimas eran más amplias de lo que nunca fueron en ocasiones anteriores. En 1930 Mustafa Barzani envió un centenar de hombres y cargamentos de municiones desde el Kurdistán iraquí para apoyar a la Rebelión del Ararat, que sin embargo poco a poco se va agotando. Así, en septiembre el ejército turco consigue penetrar en las defensas kurdas tras atravesar el territorio iraní sin permiso del gobierno interesado y un intenso bombardeo aéreo. Aunque el levantamiento tardó una década en ser sofocado del todo, la República del Ararat ya había sido destruida. A la rebelión sucedió una represión de enormes proporciones que incluirá una intensa operación de limpieza étnica de las zonas que habían apoyado a los rebeldes. Ihsan Nuri, por su parte, huyó a Teherán, lugar donde residió hasta su muerte, en 1976, causada por un accidente de tráfico.
Rosita Forbes describió así la resistencia kurda en el Ararat:
"Parecía que, a menos que la montaña fuera volada en pedazos, sería imposible desalojar a sus gallardos defensores, pero los turcos son tan buenos guerreros como los kurdos, a los que superaban en número en un ratio de diez a uno. Estaban respaldados por todas las mayores innovaciones en cuestiones bélicas, incluyendo aviones, tanques y artillería pesada".

## Exilio
Tras su fuga, Nuri lo dejó todo atrás, incluyendo a su mujer, Yashar Khanum. Desde Irán, Nuri envió a un soldado turco de su confianza para recogerla y reunirla con él. El hermano y la madre de ella se opusieron a “que se fuera con ese traidor” -eran de origen turco- pero ella decidió marchar con él de todas formas. Así, escoltada por el soldado turco, Khanum alcanzó la frontera, donde se reunió con su marido. Ambos, calificados de traidores, vivieron en Irán, donde el sah le entregó a él un salario mensual, una casa en Teherán y otra de verano en Rezaieh. El antiguo oficial pudo hacer viajes para impartir conferencias en Europa y reunirse con otros nacionalistas kurdos a través de líneas aéreas de la URSS.

## Relevancia
La relevancia histórica de Nuri consiste en su pertenencia a los primeros grupos nacionalistas kurdos organizados y la magnitud de la rebelión que protagonizó. Si bien la existencia de la República del Ararat fue efímera, los levantamientos que causó no lo fueron, y las repercusiones que éstos tuvieron -y siguen teniendo- en el imaginario kurdo y aleví es enorme. El peso simbólico del personaje y de su obra es bien visible por la acogida que le dio el sah de Irán y por cómo aquellas revueltas de los años treinta y la violencia con la que fueron reprimidas siguen siendo un tema de actualidad en la Turquía de hoy en día.